# 杰夫·雷内-阿代拉伊德
傑夫·傑森·雷尼-艾迪尼迪（法語：Jeff Jason Reine-Adélaïde，1998年1月17日—），是一名法國職業足球員，现時效力意甲球會沙蘭力坦拿。司職中場。

## 職業生涯

### 朗斯
2015年4月18日，在朗斯對陣梅斯的比賽中，雷尼-艾迪尼迪首次成為一線隊的後備，可是未有出場。該仗朗斯以3比1落敗。

### 阿仙奴
2014-15賽季完結後，雷尼-艾迪尼迪轉會至英超球會阿仙奴。於酋長盃對陣的友誼賽中，他首次為阿仙奴上陣，並於50分鐘助攻，射入全場唯一入球，使阿仙奴小勝1比0。雷尼-艾迪尼迪因該場出色的表現而受到球迷的讚許。
其後，雷尼-艾迪尼迪於2016年1月9日正式為阿仙奴一線隊上陣，於足總盃對陣的比賽中，81分鐘時替換上陣，完成一線隊首戰，阿仙奴最終亦贏3-1。

## 統計數字
(截至2016年6月12日)
| 球會     | 賽季     | 聯賽               | 聯賽 | 聯賽 | 足總盃 | 足總盃 | 聯賽盃 | 聯賽盃 | 其他 | 其他 | 總計 | 總計 |
| 球會     | 賽季     | 級別               | 出場 | 入球 | 出場   | 入球   | 出場   | 入球   | 出場 | 入球 | 出場 | 入球 |
| -------- | -------- | ------------------ | ---- | ---- | ------ | ------ | ------ | ------ | ---- | ---- | ---- | ---- |
| 阿仙奴   | 2015–16  | 英格蘭超級足球聯賽 | 0    | 0    | 2      | 0      | 0      | 0      | 0    | 0    | 2    | 0    |
| 阿仙奴   | 2016–17  | 英格蘭超級足球聯賽 | 0    | 0    | 0      | 0      | 2      | 0      | 0    | 0    | 2    | 0    |
| 生涯總計 | 生涯總計 | 生涯總計           | 0    | 0    | 2      | 0      | 2      | 0      | 0    | 0    | 4    | 0    |

## 外部連結
- 足球数据库：Jeff Reine-Adélaïde的球员统计数据
- Arsenal Football Club Profile 阿仙奴官網:艾迪尼迪簡歷 （页面存档备份，存于）
- France profile 法國足總官網:艾迪尼迪簡歷 （页面存档备份，存于）